# Repetobasidium hastatum
Repetobasidium hastatum är en svampart som beskrevs av Hjortstam & Ryvarden 1980. Repetobasidium hastatum ingår i släktet Repetobasidium, klassen Agaricomycetes, divisionen basidiesvampar och riket svampar.   Inga underarter finns listade i Catalogue of Life.